# 五箇山温泉
五箇山温泉（ごかやまおんせん）は、富山県南砺市にある温泉である。

## 泉質
- アルカリ性単純温泉（33.4℃、pH8.9、溶存物質707.3mg/kg[1]、掛け流し&循環[2]）
- 湧出量は掘削自噴にて毎分130リットル[1]
- 源泉の深さは100m[1]
- 神経痛、リウマチ、腰痛、胃腸病、婦人病に効能がある（※いずれも効能はその効果を万人に保証するものではない）。

## 温泉街
以下の2軒が存在する。
五箇山荘
富山県南砺市田向333-1に所在。富山県内では立山町の弥陀ヶ原の立山荘、大山町（現・富山市）亀谷温泉の白樺ハイツに次ぐ3番目の国民宿舎として五箇山国民休養地内に1978年10月に着工、1979年6月13日完成、同年6月16日にオープンした。名称は120点の応募の中から決定された。鉄筋コンクリート2階建て、延床面積2,015m2、定員91人（いずれも竣工当時のもの）
赤尾館
富山県南砺市西赤尾町396-1に所在。温泉の建物は、国道156号の改修工事で立ち退くことになった合掌造りの民家を移築したものである。

## 関連記事
- 新五箇山温泉